# Psi- en phi-beeldjes

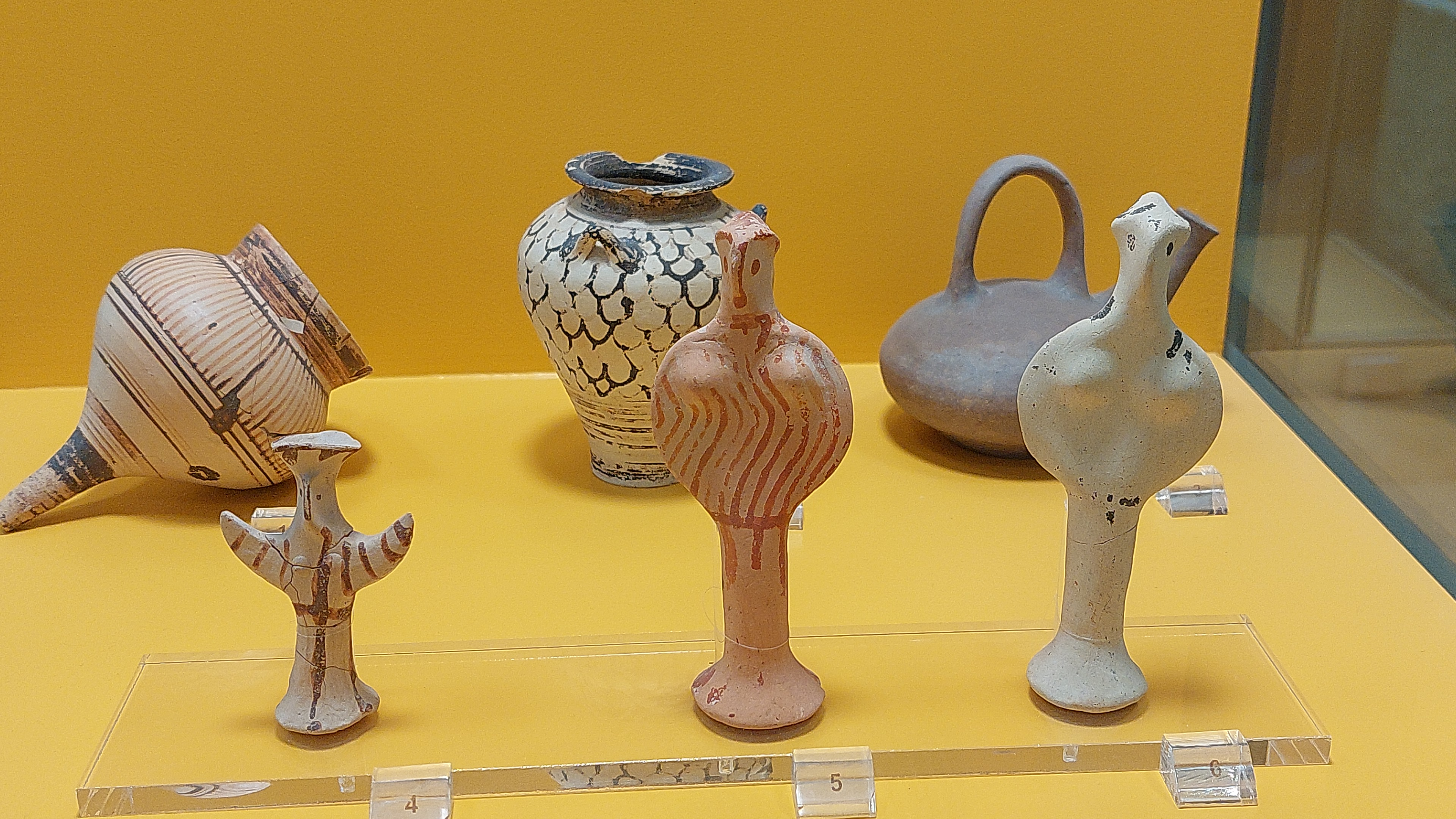
Phi- en psi-beeldjes in het Agora Museum in Athene.

Psi- en phi-beeldjes zijn beeldjes uit de Myceense periode van het oude Griekenland. Zij dateren uit 1450-1100 voor Christus. 
De beeldjes waren meestal klein (ongeveer 10 cm hoog) en gemaakt van terracotta, hoewel er een groep ivoren beeldjes is gevonden. Ze zijn gevonden in graven, heiligdommen en nederzettingen. Ze worden geclassificeerd op basis van hun vorm en een gelijkenis met de Griekse letters psi (ψ) en phi (Φ), volgens een typologisch systeem vormgegeven door Arne Furumark in 1941. Zij onderscheidde ook beeldjes in de vorm van een tau (τ).
De functie of het doel van de beeldjes is onbekend. Er is wel gesuggereerd dat hun doel veranderde met de context waarin ze werden gevonden. Mogelijk werden ze gebruikt als kinderspeelgoed, votiefbeeldjes of grafgiften.
Sommige beeldjes lijken een afgeplatte hoofdtooi te dragen, wat suggereert dat ze godinnen kunnen voorstellen. Het is echter moeilijk om onderscheid te maken tussen godinnen en hun aanbidders, de stervelingen. Het is waarschijnlijk dat ze zijn gemaakt door dezelfde ambachtslieden die Myceense vazen maakten, aangezien de decoratietechnieken vergelijkbaar zijn. 
Voorbeelden van dergelijke beeldjes zijn onder andere in het bezit van het Goulandris Museum van Cycladic Kunst (Athene), het museum van de oude Agora (Athene), het British Museum (Londen) en het Metropolitan Museum of Art (New York). 

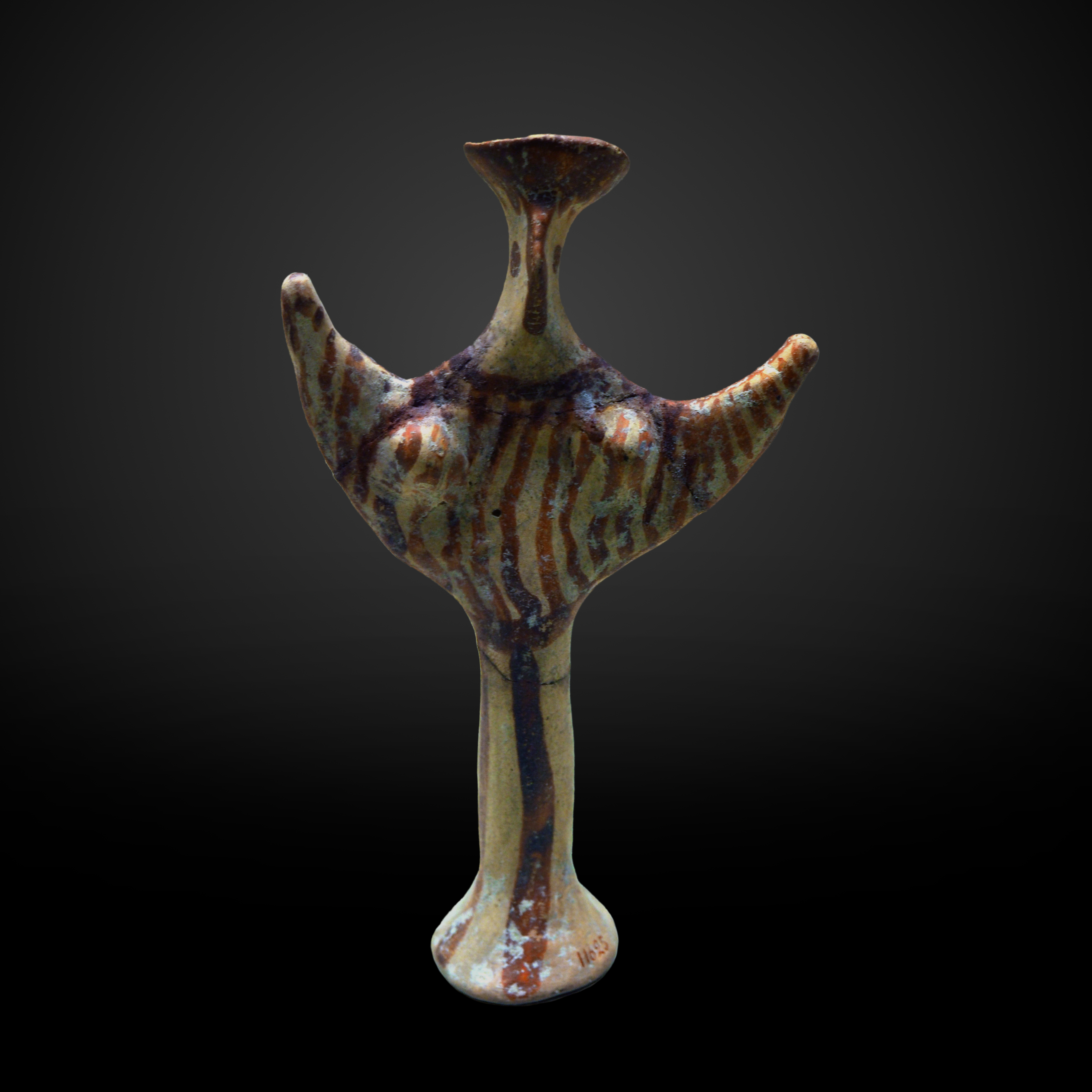
Psi-figuutje in het Musée d'Art et d'Histoire de Genève
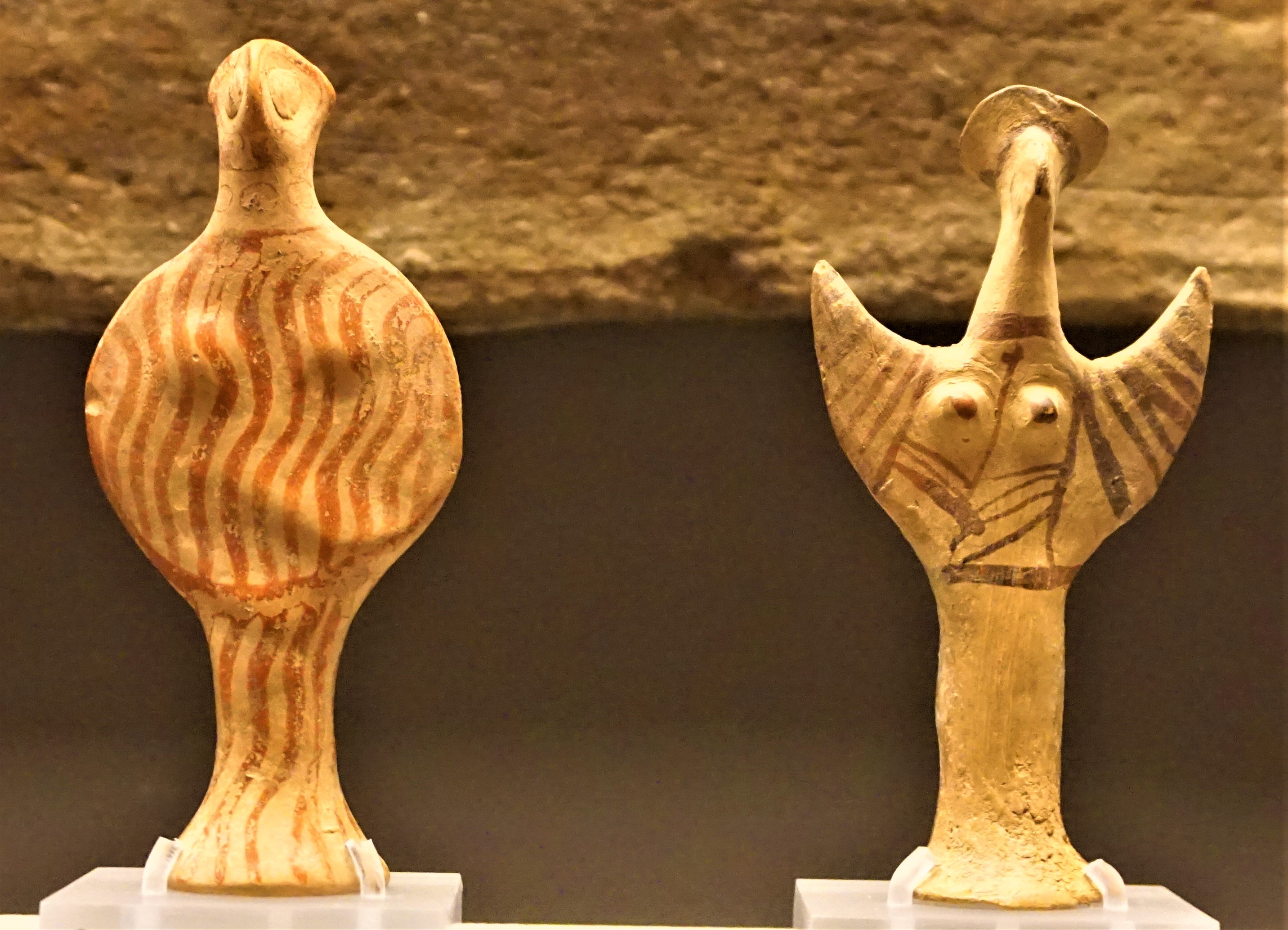
Phi- and Psi-beeldjes voorstellende Myceense vrouwen; Goulandris Museum of Cycladic Art, Athene.
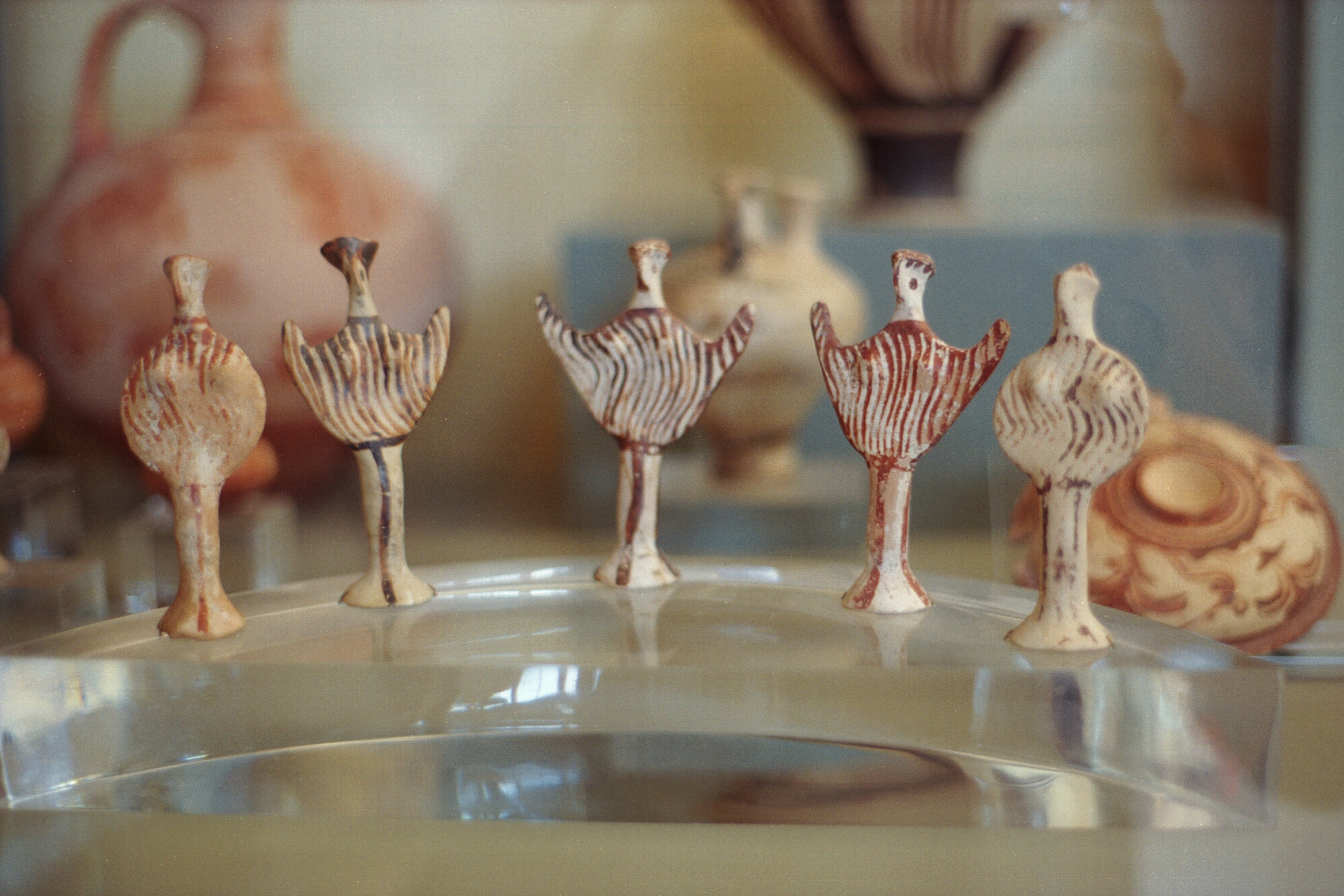
Myceense beeldjes, "Vogelgodinnen"
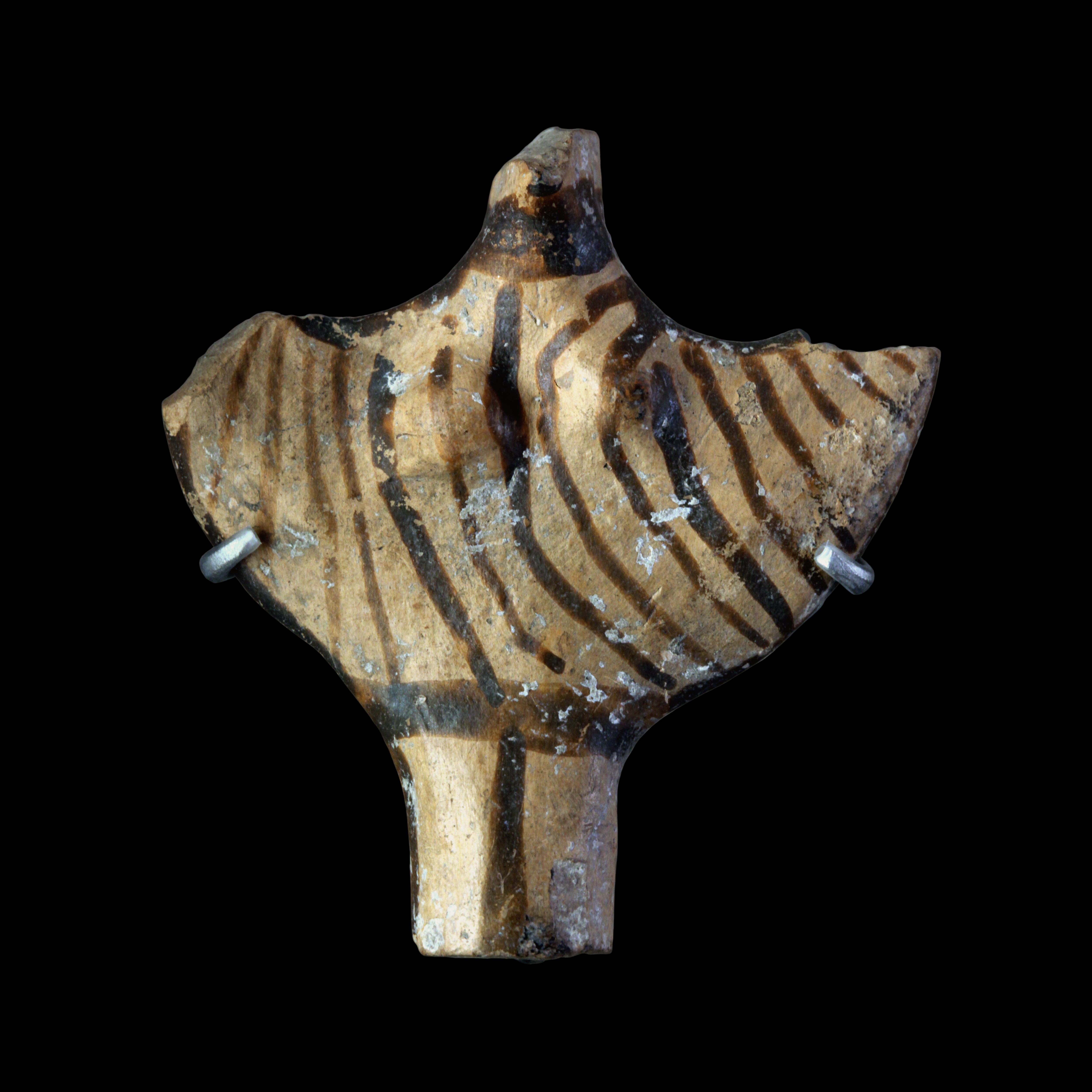
Voorbeeld van een Psi-beeldje van een vrouw. Myceense import gevonden in Ugarit door Claude F. A. Schaeffer en Georges Chenet.